# Othello Hunter
Tegba Othello Hunter (Winston-Salem, 28 maggio 1986) è un ex cestista statunitense con cittadinanza liberiana.

## Carriera
Nel 2007 è stato finalista NCAA con gli Ohio St. Buckeyes. Inizia la sua carriera da cestista professionista nell'agosto del 2008 quando firma con la franchigia NBA degli Atlanta Hawks (con cui disputa i Playoff NBA 2009); durante il 2009 passa a giocare nella NBA Development League con gli Anaheim Arsenal. Nel 2010 ritorna agli Atlanta Hawks da cui viene tagliato nel gennaio 2010 e lascia gli Stati Uniti d'America per approdare in Europa. Si accasa all'Īlysiakos nel Campionato greco dove resta sino all'estate del 2010. Nell'agosto dello stesso anno si trasferisce in Italia dove gioca la stagione 2010-11 con la Dinamo Basket Sassari in Serie A. Nel settembre 2011 firma per i cinesi dei Shandong Lions.
A febbraio 2012 viene ingaggiato dal Azovmash Mariupol, squadra del massimo campionato ucraino, allenata da Luca Bechi..
Nell'estate 2013 passa alla Mens Sana Siena

## Statistiche

### College
| Anno      | Squadra             | PG | PT | MP   | TC%  | 3P%  | TL%  | RP  | AP  | PRP | SP  | PP  |
| --------- | ------------------- | -- | -- | ---- | ---- | ---- | ---- | --- | --- | --- | --- | --- |
| 2006-2007 | Ohio State Buckeyes | 39 | 8  | 17,4 | 56,0 | 40,0 | 68,3 | 4,5 | 0,3 | 0,4 | 1,1 | 5,7 |
| 2007-2008 | Ohio State Buckeyes | 37 | 37 | 27,3 | 59,6 | 25,0 | 54,5 | 6,5 | 0,8 | 0,6 | 1,5 | 9,9 |
| Carriera  | Carriera            | 76 | 45 | 22,2 | 58,3 | 30,8 | 60,3 | 5,5 | 0,6 | 0,5 | 1,3 | 7,8 |

### NBA

#### Regular Season
| Anno      | Squadra       | PG | PT | MP  | TC%  | 3P% | TL%  | RP  | AP  | PRP | SP  | PP  |
| --------- | ------------- | -- | -- | --- | ---- | --- | ---- | --- | --- | --- | --- | --- |
| 2008-2009 | Atlanta Hawks | 16 | 0  | 5,8 | 55,0 | -   | 0,0  | 1,5 | 0,1 | 0,1 | 0,3 | 1,4 |
| 2009-2010 | Atlanta Hawks | 7  | 0  | 4,7 | 33,3 | -   | 75,0 | 1,7 | 0,0 | 0,0 | 0,1 | 1,6 |
| Carriera  | Carriera      | 23 | 0  | 5,4 | 46,9 | -   | 33,3 | 1,6 | 0,0 | 0,1 | 0,3 | 1,4 |

#### Playoffs
| Anno     | Squadra       | PG | PT | MP  | TC%  | 3P% | TL% | RP  | AP  | PRP | SP  | PP  |
| -------- | ------------- | -- | -- | --- | ---- | --- | --- | --- | --- | --- | --- | --- |
| 2009     | Atlanta Hawks | 4  | 0  | 3,5 | 66,7 | -   | -   | 1,5 | 0,0 | 0,3 | 0,3 | 1,0 |
| Carriera | Carriera      | 4  | 0  | 3,5 | 66,7 | -   | -   | 1,5 | 0,0 | 0,3 | 0,3 | 1,0 |

### Eurolega
| Anno       | Squadra          | PG  | PT | MP   | TC%  | 3P%  | TL%  | RP  | AP  | PRP | SP  | PP   |
| ---------- | ---------------- | --- | -- | ---- | ---- | ---- | ---- | --- | --- | --- | --- | ---- |
| 2013-2014  | Mens Sana Siena  | 10  | 8  | 20,8 | 49,2 | 25,0 | 50,0 | 6,7 | 0,5 | 0,3 | 1,1 | 6,3  |
| 2014-2015  | Olympiakos       | 29  | 4  | 19,0 | 61,5 | -    | 62,5 | 4,8 | 0,6 | 0,4 | 0,4 | 8,2  |
| 2015-2016  | Olympiakos       | 22  | 5  | 21,1 | 56,7 | -    | 64,3 | 6,0 | 0,5 | 0,7 | 0,3 | 9,4  |
| 2016-2017  | Real Madrid      | 35  | 0  | 16,7 | 64,7 | 0,0  | 68,3 | 4,5 | 0,6 | 0,5 | 0,3 | 7,6  |
| 2017-2018  | CSKA Mosca       | 30  | 9  | 19,3 | 61,5 | 0,0  | 74,3 | 5,5 | 0,7 | 0,9 | 0,3 | 8,2  |
| 2018-2019† | CSKA Mosca       | 36  | 31 | 17,9 | 59,6 | -    | 72,7 | 4,3 | 0,9 | 0,5 | 0,4 | 7,7  |
| 2019-2020  | Maccabi Tel Aviv | 27  | 16 | 23,3 | 58,1 | 0,0  | 71,2 | 6,4 | 1,3 | 0,5 | 0,4 | 10,3 |
| 2020-2021  | Maccabi Tel Aviv | 27  | 5  | 20,9 | 50,9 | 0,0  | 71,4 | 5,3 | 1,0 | 0,8 | 0,6 | 8,0  |
| 2021-2022  | Bayern Monaco    | 35  | 0  | 21,2 | 55,8 | 37,5 | 61,6 | 5,0 | 1,1 | 0,6 | 0,5 | 7,7  |
| 2022-2023  | Bayern Monaco    | 24  | 5  | 17,9 | 50,7 | 43,6 | 77,8 | 4,8 | 1,0 | 0,6 | 0,4 | 7,8  |
| Carriera   | Carriera         | 275 | 83 | 19,6 | 57,5 | 36,0 | 68,7 | 5,2 | 0,8 | 0,6 | 0,4 | 8,2  |

## Palmarès

### Squadra
- Campionato greco: 2

Olympiacos: 2014-2015, 2015-2016
- VTB United League: 2

CSKA Mosca: 2017-2018, 2018-2019
- Campionato israeliano: 2

Maccabi Tel Aviv: 2019-2020, 2020-2021
- Supercoppa italiana: 1 (revocato)

Mens Sana Siena: 2013
- Copa del Rey: 1

Real Madrid: 2017
- Coppa di Israele: 1

Maccabi Tel Aviv: 2020-2021
- Coppa di Germania: 1

Bayern Monaco: 2022-2023
- Coppa di Lega israeliana: 1

Maccabi Tel Aviv: 2020
- Eurolega: 1

CSKA Mosca: 2018-2019
- Big Ten Conference NCAA: 2006-2007
- National Invitation Tournament: (2008)